# 霜凍
霜冻是指在較為溫暖的季節，由于冷空气的到來以及辐射冷却，土壤和植株表面以及近地面空气层的温度骤降到0℃或0℃以下的現象，此時植株有可能會死亡。